# Areas khasiana
Areas khasiana är en fjärilsart som beskrevs av Rothschild 1914. Areas khasiana ingår i släktet Areas och familjen björnspinnare. Inga underarter finns listade i Catalogue of Life.